# Городки (Дивеевский район)
Городки́ — упразднённый посёлок в Дивеевском районе Нижегородской области России.

## География
Посёлок Городки располагался в 9 км у югу от села Дивеева.
Соединяется грунтовой просёлочной дорогой на юге с посёлком Хвощёво (3 км), на юго-западе с посёлком Орешки (2 км), на востоке с шоссе Дивеево — Сатис. В 2 км к востоку от месторасположения посёлка протекает река Вичкинза. С востока и юга подходят глубокие (до 10 м) овраги. Посёлок лежал среди сплошных смешанных лесов. Употребляется языковой оборот «…на Городках».

## История
Образован в 1910 году переселенцами из соседней деревни Рузаново. Как и Хвощёво, носил название Рузановский. Название Гродки посёлок получил в 1920-х годах.
В начале 1930-х годов жители организовали колхоз под названием «Красный городок». В 1939 году в посёлке числилось 27 хозяйств и 109 жителей. Перед Великой Отечественной войной колхоз был расформирован и вошёл в состав сатисского совхоза «Вперёд».
По данным 1978 года в посёлке Городки насчитывалось 3 хозяйства и 5 жителей. Городки являлись вспомогательным посёлком совхоза «Вперёд». Водоснабжение отсутствовало. Жители газом не пользовались.
В 1990 году посёлок прекратил своё существование, а, точнее, утратил статус жилого.

## Инфраструктура
В настоящее время земли посёлка находятся в ведении садоводческого товарищества «Городки», образованного в 1987 году жителями посёлка Сатис. Позднее к ним присоединились дачники из Сарова. Имеется два пруда, один из которых используется для централизованного полива участков.

## Транспорт
Остановка общественного транспорта «Сады Городки».